# I Will Survive (Seventh Key)
I Will Survive è l'album d'esordio del supergruppo progressive metal Seventh Key, pubblicato nel 2001.   

## Tracce
1. I Will Survive – 5:50
2. Lay It On the Line – 7:09
3. I See You There – 7:40
4. It's Just a State of Mind – 7:10
5. Time and Time Again – 10:31
6. Sea of Dreams – 5:19
7. Time and Time Again – 6:21
8. When Love Set You Free – 5:09
9. The Only One – 9:11

## Formazione
- Billy Greer, voce, basso
- Mike Slamer, chitarra
- Terry Brock, chitarra
- David Manion, tastiera
- Pat McDonald, batteria